# Kaltenbronn (Gernsbach)

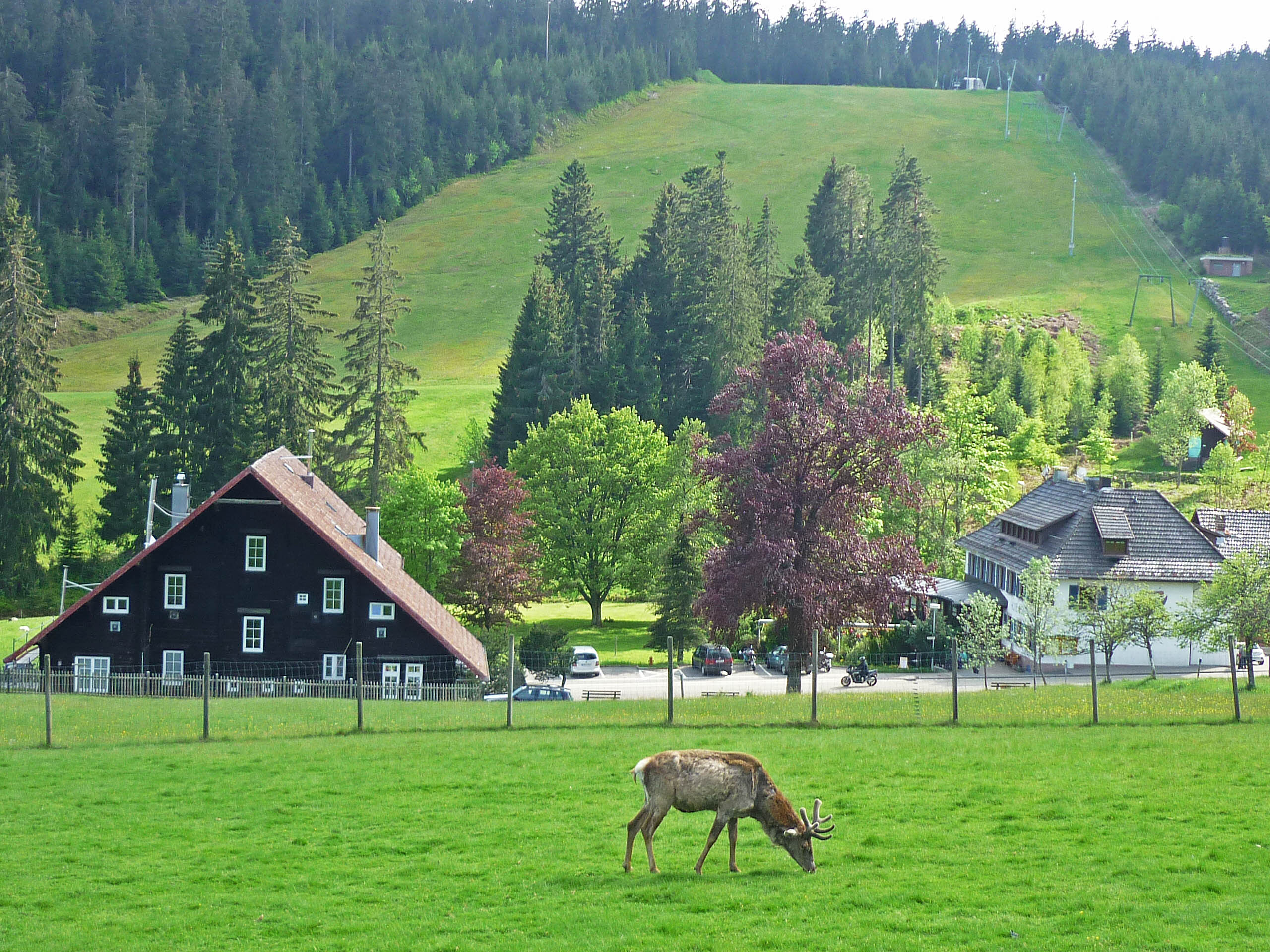
Kaltenbronn: Wildgehege, Jagdschloss, Hotel und Skihang

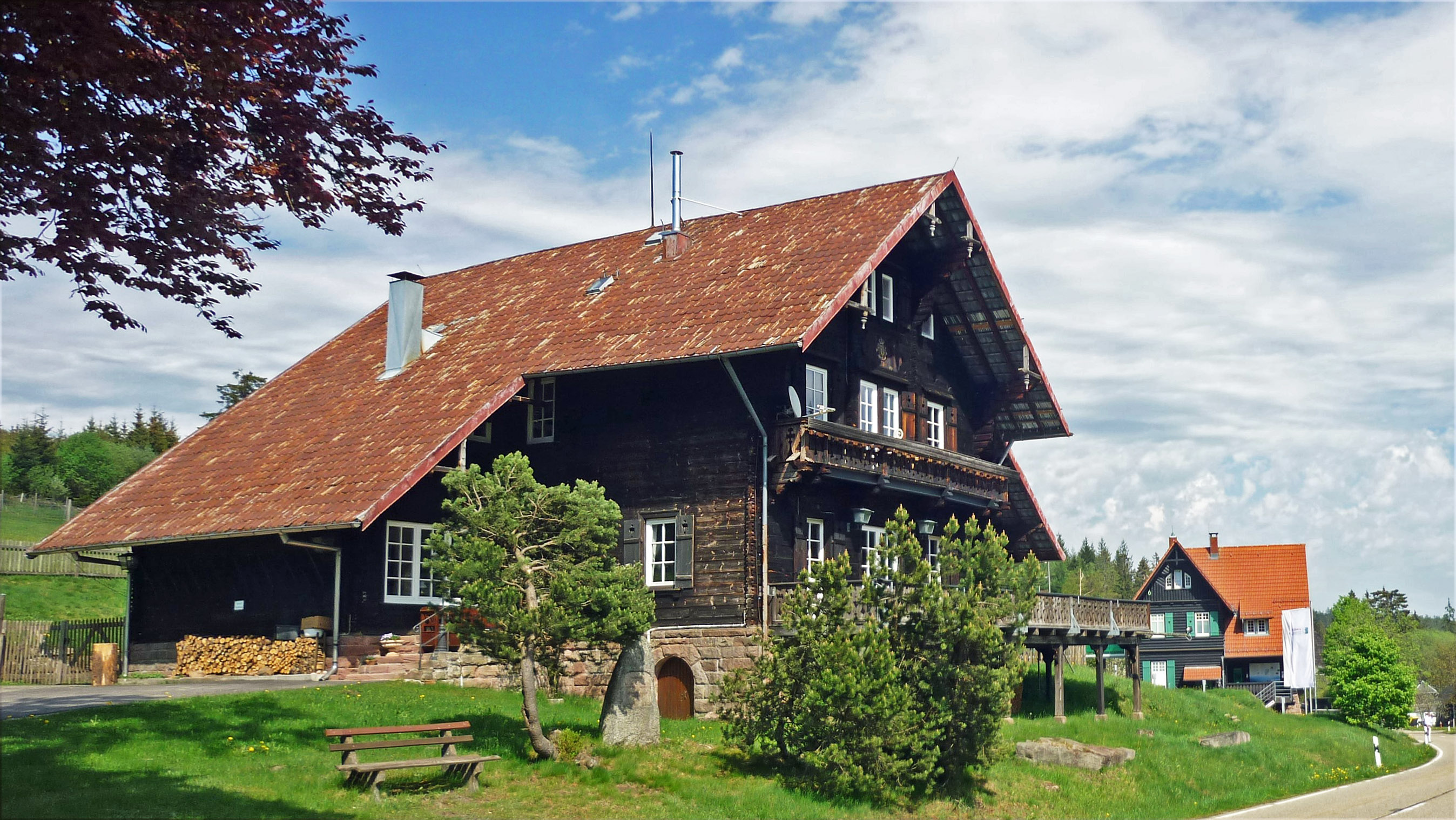
Das Jagdschloss, dahinter das Infozentrum Kaltenbronn

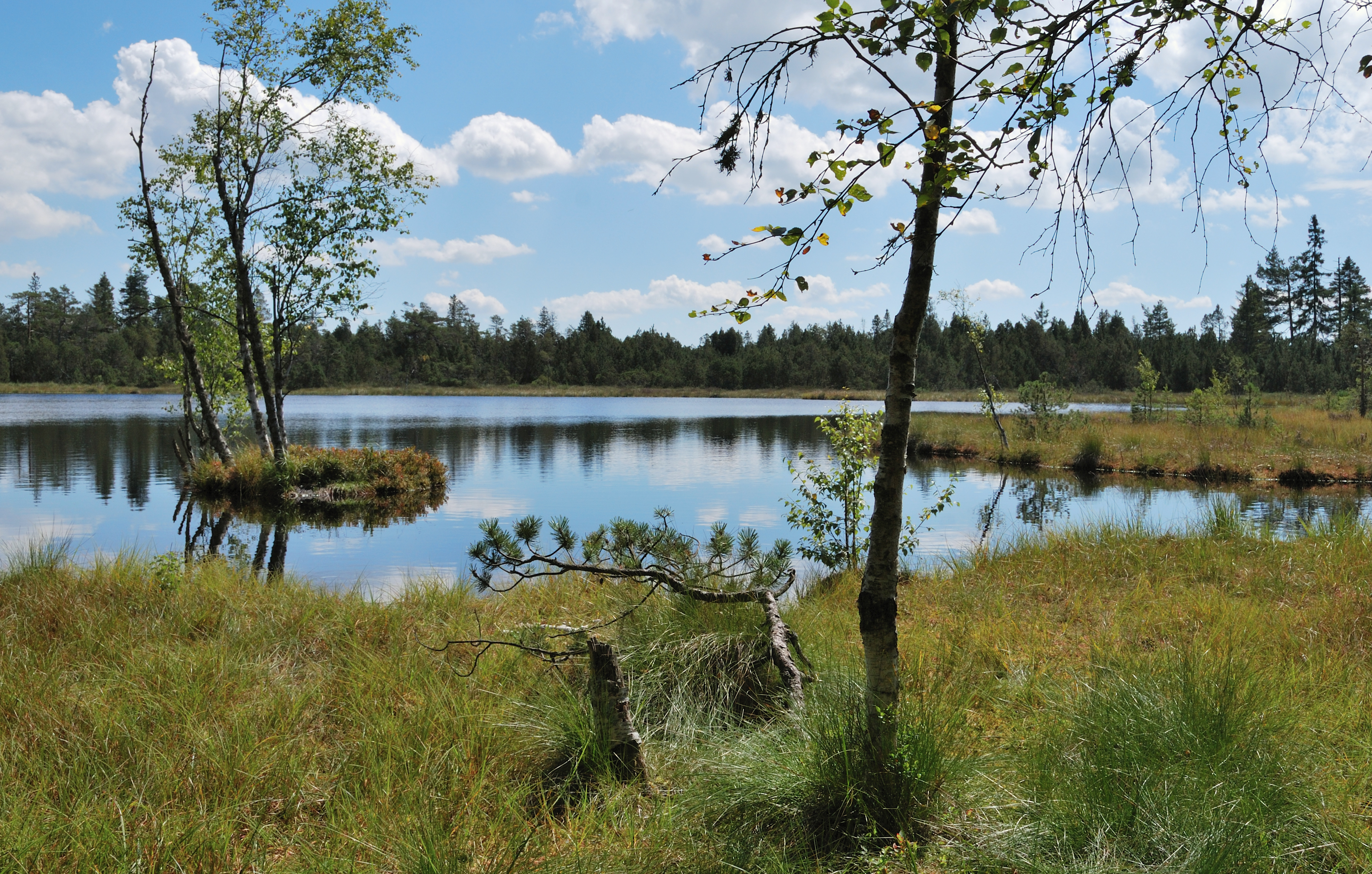
Der Wildsee im Natur- und Waldschutzgebiet Kaltenbronn

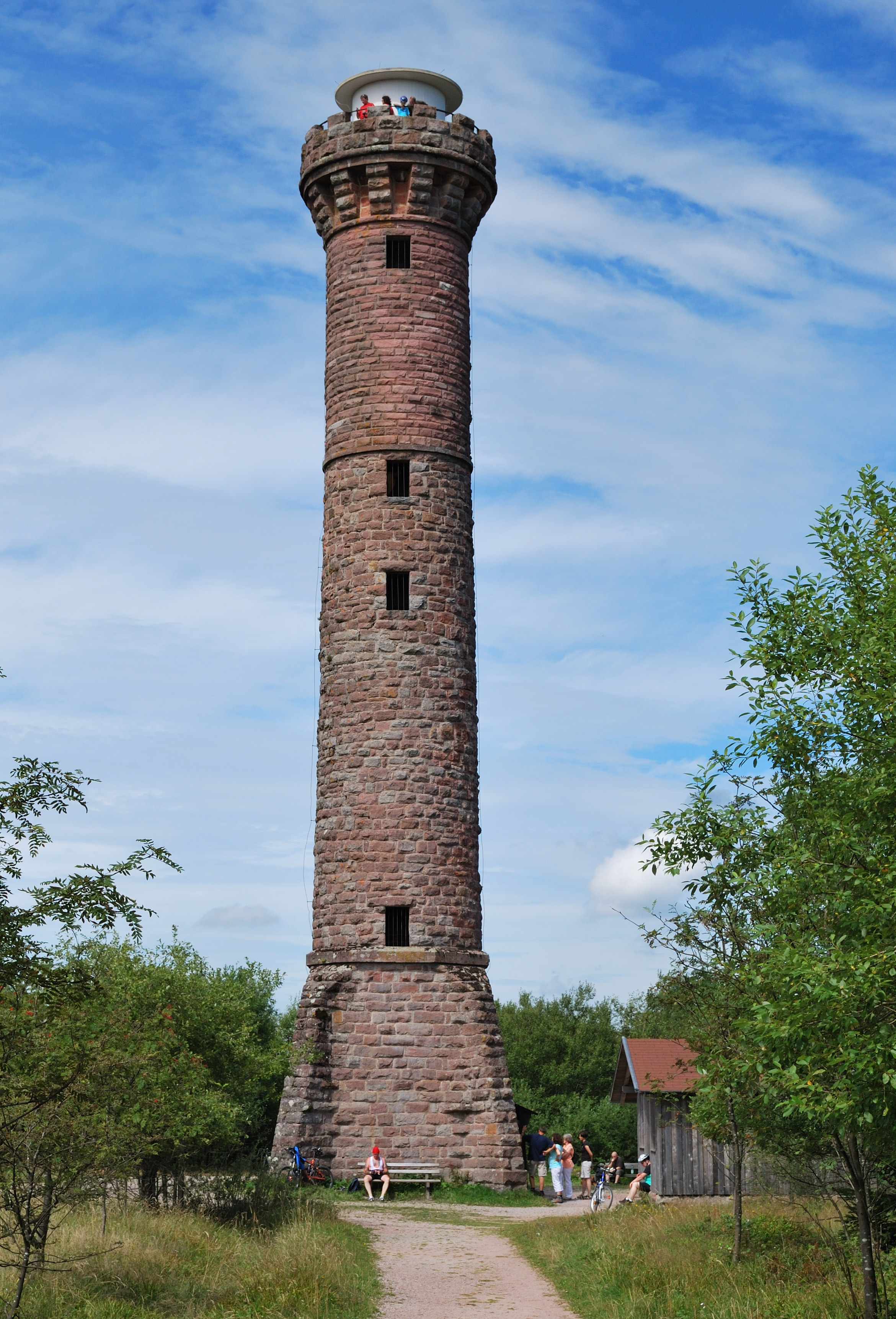
Der Hohlohturm (auch Kaiser-Wilhelm-Turm)

Kaltenbronn ist eine Häusergruppe und ehemalige Gemarkung des Gernsbacher Ortsteils Reichental in Baden-Württemberg. Der weilerartige Ort mit Hotel, Naturpark-Infozentrum, Forsthaus und ehemaligem badischem Jagdschloss liegt umgeben von Wäldern und Hochmooren auf etwa 860 m ü. NN im Nordschwarzwald zwischen Murg- und Enztal.

## Geographie
Der Ort Kaltenbronn liegt im größten zusammenhängenden Waldgebiet Baden-Württembergs am Kegelbach wenig unterhalb des Gipfels des Hohlohmassivs (988 m), über das der nordöstliche Schwarzwaldhauptkamm verläuft. Die große Waldgemarkung erstreckt sich vom Rombachtal im Süden bei Enzklösterle bis ins Eyachtal im Norden. Neben dem Ort Kaltenbronn und Rombach gehörten die ehemaligen Waldkolonien Brotenau und Dürreych zur Gemarkung. Es ist das einzige der badisch-ebersteinischen Gebiete rund um Gernsbach, das nicht im Murgtal liegt, sondern östlich davon im Einzugsbereich der Enz. Vom Ort Kaltenbronn aus talabwärts liegen nur altwürttembergische Orte.
Kaltenbronn wird von der Landesstraße 76b durchquert, die über die Passhöhe Schwarzmiss (933 m) die Täler der Murg bei Gernsbach-Hilpertsau und der Großen Enz bei Bad Wildbad-Sprollenhaus verbindet. Sowohl von Gernsbach als auch von Bad Wildbad aus ist der Ort mit öffentlichen Buslinien erreichbar. Beiderseits der Straße liegen zwei jeweils über 100 Quadratkilometer große unzerschnittene verkehrsarme Räume. Die mittlere Jahrestemperatur beträgt 6 °C. Die jährliche Niederschlagsmenge beträgt 1.600 mm; durchschnittlich gibt es 75 Tage im Jahr mit Schneedecke.
Kaltenbronn liegt im Naturpark Schwarzwald Mitte/Nord und im Landschaftsschutzgebiet Mittleres Murgtal. Der Ort ist umgeben von den Naturschutzgebieten, Bann- und Schonwäldern des Natur- und Waldschutzgebietes Kaltenbronn, vom FFH-Gebiet Kaltenbronner Enzhöhen und dem Vogelschutzgebiet Nordschwarzwald. 

## Geschichte
Kaltenbronn erschien bereits im Hochmittelalter als Teil der im Murgtal gelegenen Herrschaft Rotenfels. Diese war von 1387 bis 1676 gemeinschaftlicher Besitz (Kondominat) der Markgrafschaft Baden (ab 1536 Linie Baden-Baden) und der Grafschaft Eberstein, danach ging es vollständig in den Besitz der Linie Baden-Baden über, welches 1771 mit der Linie Baden-Durlach wieder zur Markgrafschaft Baden wiedervereinigt wurde. Bis 1872 war Kaltenbronn beim badischen Bezirksamt Gernsbach, seither liegt es im Bezirksamt bzw. Landkreis Rastatt.
Das weite und einsame Waldgebiet ist Kerngebiet des Rotwildvorkommens im nördlichen Schwarzwald und war daher jahrhundertelang beliebtes Jagdgebiet für den Hochadel. In den Jahren 1894, 1895, 1897 und 1899 kam Kaiser Wilhelm II. zur Auerhahnjagd nach Kaltenbronn. Ab 1954 war das Revier repräsentative Staatsjagd des Landes Baden-Württemberg. Verwaltet wurde diese durch das Forstamt Kaltenbronn, zu dessen Leitern unter anderem Oberforstmeister Walter Frevert (von 1953 bis 1962) gehörte. Das traditionsreiche Forstamt wurde 1998 im Zuge einer Forstverwaltungsreform der Landesregierung unter Ministerpräsident Erwin Teufel aufgelöst. Ein badisches Jagdhaus wurde 1740 anstelle einer Auerhahn-Hütte errichtet. Aus diesem Jagdhaus ging das Kurhotel hervor. 1869/70 wurde unter Großherzog Friedrich I. von Baden ein neues Jagdhaus (Jagdschloss) erbaut, das heute ebenfalls zum Hotelbetrieb gehört.
Die abgesonderte Waldgemarkung Kaltenbronn der ehemaligen politischen Gemeinde Reichental kam im Zuge der Gebietsreform 1975 gemeinsam mit Reichental zur Stadt Gernsbach.
Die Wälder um Kaltenbronn gehören zum Revier des Wolfsrüden GW852m, der sich 2017 als erster Wolf seit der Ausrottung im 18. Jahrhundert dauerhaft in Baden-Württemberg ansiedelte.

## Freizeit
Kaltenbronn ist ein Ausflugs- und Naherholungszentrum im Naturpark Schwarzwald Mitte/Nord. Am 1. Dezember 2007 eröffnete das Infozentrum Kaltenbronn als Besucherzentrum und Naturparkportal der Gemeinden Gernsbach, Bad Wildbad und Enzklösterle.
Kaltenbronn ist Ausgangsort für Wanderungen in die Naturschutzgebiete der Hochmoore Wildseemoor und Hohlohmiss sowie beliebtes Wintersportgebiet mit Skiliften, Rodelhang und weitläufigem Loipennetz. Die Fernwanderwege Westweg und Mittelweg verlaufen über Kaltenbronn. Weitere Attraktion ist ein Wildgehege. Das komplette Gebiet wird von der Bergwacht Schwarzwald, Ortsgruppe Pforzheim, ehrenamtlich betreut.
Der ab Reichental sehr steile Anstieg der Landesstraße 76b zur Passhöhe Schwarzmiss ist bei Rennradfahrern beliebt und als Kaltenbronner Wand bekannt.
In der Nähe des Ortes, auf dem Gipfelplateau des Hohloh, steht der 1887 errichtete und 1968 auf 28,6 m aufgestockte Hohlohturm. Dieser auch Kaiser-Wilhelm-Turm genannte Aussichtsturm liegt knapp unterhalb des höchsten Punktes auf 984 m.